# Andreas Zuber
Andreas „Andi” Zuber (ur. 9 października 1983 w Judenburgu) – austriacki kierowca wyścigowy. Obecnie posiada licencję Zjednoczonych Emiratów Arabskich.

## Kariera

### Początki
Karierę rozpoczął od kartingu, w 1998 roku. W 2000 roku przeszedł do wyścigów samochodów jednomiejscowych, debiutując w Formule König. Dzięki zdobytym punktom został w niej sklasyfikowany na 12. pozycji.

### Formuła Renault
W latach 2001–2002 Austriak startował w barwach ekipy Motopark Academy w Niemieckiej Formule Renault. W pierwszym sezonie startów został sklasyfikowany na 6. miejscu. W drugim nie odnotował progresji, zajmując odleglejszą 11. lokatę. Okazyjnie wystąpił również w pięciu wyścigach Europejskiej Formuły Renault. Nie zdobył jednak punktów.

### Formuła 3
W sezonie 2002 wystartował w jednym wyścigu Włoskiej Formuły 3. Zdobywszy trzy punkty, został sklasyfikowany na 12. miejscu.
W latach 2003–2004 reprezentował zespół byłego mistrza świata F1 – Keke Rosberga – w Formule 3 Euroseries. W ciągu dwóch lat startów nie zaprezentował się jednak najlepiej. W pierwszym podejściu uzyskał zaledwie dwa punkty (zajął wówczas siódme miejsce w pierwszym wyścigu, na francuskim obiekcie Le Mans), które dały mu odległą 24. lokatę w generalnej klasyfikacji. W drugim z kolei nie został sklasyfikowany w wyniku braku zdobyczy punktowej. Z tą samą ekipą wystartował również w prestiżowym wyścigu Masters of Formula 3. Tutaj również nie spisał za dobrze, zajmując odpowiednio 26. i 25. pozycję.

### World Series by Renault
W roku 2005 zawarł umowę z brytyjską stajnią Carlin Motorsport na starty w Formule Renault 3.5. W ciągu szesnastu wyścigów czterokrotnie stanął na podium, z czego raz na najwyższym stopniu. Uzyskane punkty pozwoliły mu zająć w klasyfikacji 6. miejsce.

### Seria GP2
Odpowiednio wysoki budżet zapewnił Andreasowi angaż w bezpośrednim przedsionku Formuły 1 – GP2 – we włoskiej ekipie Trident Racing. W ciągu sezonu trzykrotnie dojechał na punktowanej pozycji, z czego raz na najwyższym stopniu (w drugim wyścigu, na tureckim torze Istanbul Park). Uzyskane punkty pozwoliły Zuberowi zająć w klasyfikacji 14. miejsce.
W drugim roku startów reprezentował mistrzowską ekipę iSport International. Pomimo tego Andreas nie spisał się jednak najlepiej. Podczas gdy jego zespołowy partner Timo Glock wywalczył tytuł mistrzowski, on tylko sześć razy mieścił się w czołowej ósemce, z czego trzykrotnie na podium (zwyciężył w pierwszym wyścigu, w Wielkiej Brytanii, dzień wcześniej zdobywając pole position). Dorobek punktowy dał Austriakowi w generalnej klasyfikacji 9. lokatę.
W sezonie 2008 przeniósł się do brazylijskiego zespołu Piquet Sports. Partnerując Wenezuelczykowi Pastorowi Maldonado, ponownie pozostał w cieniu kolegi z teamu. Po raz kolejny sześciokrotnie dojeżdżał na punktach, w tym cztery razy w pierwszej trójce. Pomimo nieznacznie większego dorobku, Zuber ponownie został sklasyfikowany na 9. miejscu, w ogólnej punktacji.
W przerwie zimowej zadebiutował w Azjatyckiej serii GP2, w ekipie Giancarlo Fisichelli – FMS International. Własne błędy wykluczyły go jednak z trzech pierwszych wyścigów już na pierwszych okrążeniach. Doprowadziło to do utraty posady przez Austriaka. Zaistniała sytuacja nie wypłynęła jednak na starty w głównym cyklu.
Czwarty sezon w GP2 był całkiem udany dla Andreasa, zważywszy na nie najlepszą dyspozycję ekipy FMS, która począwszy od rundy w Walencji, widniała pod nazwą Scuderia Coloni. W pierwszej połowie sezonu Austriak pięciokrotnie meldował się na punktowanych miejscach, w tym trzykrotnie na podium. W nowych barwach z kolei tylko raz sięgnął po punkty, zajmując ósme miejsce w przedostatniej eliminacji, w Portugalii. W wyniku problemów finansowych włoskiej stajni Andreas i jego partner Luiz Razia nie wzięli udziału w wyścigach na belgijskim obiekcie Spa-Francorchamps. Ostatecznie zdobyte punkty sklasyfikowały Zubera na 13. miejscu, w ostatecznej punktacji.

### Superleague Formula
W 2008 roku Austriak zadebiutował w serii Superleague Formula. Reprezentując ekipę Al Ain, w dwóch pierwszych rundach sezonu trzykrotnie sięgnął po punkty, najlepiej spisując się w inaugurującym wyścigu, na torze Donington Park, gdzie zajął szóste miejsce. W ten sposób przyczynił się do zajęcia przez jego zespół 12. lokaty w generalnej klasyfikacji.

### Statystyki
| Sezon   | Seria                      | Zespół                               | Wyścigi | Zwycięstwa | PP | NO | Podium | Punkty | Poz. koń. |
| ------- | -------------------------- | ------------------------------------ | ------- | ---------- | -- | -- | ------ | ------ | --------- |
| 2000    | Formula König              | Team Böhm Sport                      | 8       | 0          | 0  | 0  | 0      | 39     | 12        |
| 2001    | Niemiecka Formuła Renault  | Motopark Academy                     | 8       | 0          | 0  | 0  | 0      | 81     | 6         |
| 2001    | Europejska Formuła Renault | Motopark Academy                     | 4       | 0          | 0  | 0  | 0      | 0      | 54        |
| 2002    | Niemiecka Formuła Renault  | Motopark Academy                     | 14      | 0          | 0  | 0  | 2      | 120    | 11        |
| 2002    | Europejska Formuła Renault | Motopark Academy                     | 1       | 0          | 0  | 0  | 0      | 0      | NS        |
| 2002    | Włoska Formuła 3           | Team Ghinzani                        | 1       | 0          | 1  | ?  | 0      | 3      | 12        |
| 2003    | Formuła 3 Euro Series      | Team Rosberg                         | 20      | 0          | 0  | 0  | 0      | 2      | 24        |
| 2003    | Masters of Formula 3       | Team Rosberg                         | 1       | 0          | 0  | 0  | 0      | N/A    | 26        |
| 2004    | Formuła 3 Euro Series      | Team Rosberg                         | 20      | 0          | 0  | 0  | 0      | 0      | 21        |
| 2004    | Masters of Formula 3       | Team Rosberg                         | 1       | 0          | 0  | 0  | 0      | N/A    | 25        |
| 2005    | Formuła Renault 3.5        | Carlin Motorsport                    | 16      | 1          | 1  | 4  | 4      | 73     | 6         |
| 2006    | Seria GP2                  | Trident Racing                       | 21      | 1          | 0  | 1  | 1      | 12     | 14        |
| 2007    | Seria GP2                  | iSport International                 | 21      | 1          | 1  | 2  | 3      | 30     | 9         |
| 2008    | Seria GP2                  | Piquet Sports                        | 20      | 0          | 0  | 2  | 4      | 32     | 9         |
| 2008    | Superleague Formula        | Al Ain                               | 4       | 0          | 0  | 0  | 0      | 244    | 12        |
| 2008–09 | Azjatycka Seria GP2        | Fisichella Motor Sport               | 3       | 0          | 0  | 0  | 0      | 0      | NS        |
| 2009    | Seria GP2                  | Fisichella Motor Sport               | 18      | 0          | 0  | 0  | 3      | 21     | 13        |
| 2009    | Seria GP2                  | PartyPokerRacing.com Scuderia Coloni | 18      | 0          | 0  | 0  | 3      | 21     | 13        |
| 2010    | FIA GT1 World Championship | Phoenix Carsport                     | 4       | 1          | 1  | 1  | 2      | 26     | 23        |
| 2010    | EuroBOSS                   | Zele Racing                          | 2       | 2          | 2  | 2  | 2      | 40     | 3         |
| 2011    | ADAC GT Masters            | Primajob Team Heico                  | 16      | 0          | 0  | 0  | 3      | 104    | 6         |
| 2011    | FIA GT1 World Championship | Exim Bank Team China                 | 4       | 0          | 0  | 0  | 2      | 19     | 20        |
| 2012    | FIA GT1 World Championship | Valmon Racing Team Russia            | 10      | 0          | 0  | 0  | 0      | 1      | 22        |
| 2012    | 24H Dubai - A6-GT          | Heico Motorsport                     | 1       | 0          | 0  | 0  | 1      | N/A    | 2         |
| 2013    | FIA GT Series - Pro        | Sébastien Loeb Racing                | 12      | 0          | 0  | 0  | 2      | 61     | 8         |
| 2013    | Dunlop 24H Dubai - A6-Pro  | MRS GT-Racing                        | 1       | 0          | 0  | 0  | 0      | N/A    | 12        |

## Wyniki w GP2
| Legenda oznaczeń w tabelach wyników Wyświetl szablon na nowej stronie | Legenda oznaczeń w tabelach wyników Wyświetl szablon na nowej stronie                                                                     |
| Oznaczenie                                                            | Wyjaśnienie |
| --------------------------------------------------------------------- | --- |
| Złoty                                                                 | Zwycięzca lub mistrzostwo |
| Srebrny                                                               | 2. miejsce lub wicemistrzostwo |
| Brązowy                                                               | 3. miejsce lub II wicemistrzostwo |
| Zielony                                                               | Ukończył, punktował (w klasyfikacji generalnej, gdy zdobył co najmniej jeden punkt na przestrzeni sezonu, poza trzema powyższymi opcjami) |
| Niebieski                                                             | Ukończył, nie punktował (w klasyfikacji generalnej, gdy nie zdobył co najmniej jednego punktu na przestrzeni sezonu)                      |
| Czerwony                                                              | Nie zakwalifikował się (NZ) |
| Czerwony                                                              | Nie prekwalifikował się (NPK) |
| Różowy                                                                | Nie ukończył (NU) |
| Różowy                                                                | Niesklasyfikowany (NS) (w klasyfikacji generalnej, gdy nie został sklasyfikowany w żadnym wyścigu sezonu)                                 |
| Czarny                                                                | Zdyskwalifikowany (DK) |
| Czarny                                                                | Wykluczony (WYK/EX) |
| Biały                                                                 | Nie wystartował (NW) |
| Biały                                                                 | Kontuzjowany (K/INJ) |
| Biały                                                                 | Wyścig odwołany (OD/C) |
| Bez koloru                                                            | Został wycofany (WYC/WD) |
| Bez koloru                                                            | Nie przybył (NP/DNA) |
| Bez koloru                                                            | Nie brał udziału w treningach (NT/DNP) |
| Bez koloru                                                            | Nie został zgłoszony (–) |
| Pogrubienie                                                           | Start z pole position |
| Kursywa                                                               | Najszybsze okrążenie wyścigu |
| †                                                                     | Nie ukończył, ale jego rezultat został zaliczony ze względu na przejechanie więcej niż 90% dystansu wyścigu.                              |
| *                                                                     | Sezon w trakcie |
| 1/2/3                                                                 | Punktowana pozycja w sprincie kwalifikacyjnym                                                                                             |
| Lista systemów punktacji Formuły 1                                    | |

| Rok  | Zespół                                                                    | Wyniki w poszczególnych eliminacjach | Wyniki w poszczególnych eliminacjach | Wyniki w poszczególnych eliminacjach | Wyniki w poszczególnych eliminacjach | Wyniki w poszczególnych eliminacjach | Wyniki w poszczególnych eliminacjach | Wyniki w poszczególnych eliminacjach | Wyniki w poszczególnych eliminacjach | Wyniki w poszczególnych eliminacjach | Wyniki w poszczególnych eliminacjach | Wyniki w poszczególnych eliminacjach | Wyniki w poszczególnych eliminacjach | Wyniki w poszczególnych eliminacjach | Wyniki w poszczególnych eliminacjach | Wyniki w poszczególnych eliminacjach | Wyniki w poszczególnych eliminacjach | Wyniki w poszczególnych eliminacjach | Wyniki w poszczególnych eliminacjach | Wyniki w poszczególnych eliminacjach | Wyniki w poszczególnych eliminacjach | Wyniki w poszczególnych eliminacjach | Punkty | Pozycja |
| ---- | ------------------------------------------------------------------------- | ------------------------------------ | ------------------------------------ | ------------------------------------ | ------------------------------------ | ------------------------------------ | ------------------------------------ | ------------------------------------ | ------------------------------------ | ------------------------------------ | ------------------------------------ | ------------------------------------ | ------------------------------------ | ------------------------------------ | ------------------------------------ | ------------------------------------ | ------------------------------------ | ------------------------------------ | ------------------------------------ | ------------------------------------ | ------------------------------------ | ------------------------------------ | ------ | ------- |
| 2006 | Trident Racing                                                            | VAL                                  | VAL                                  | SMR                                  | SMR                                  | NÜR                                  | NÜR                                  | ESP                                  | ESP                                  | MON                                  | GBR                                  | GBR                                  | FRA                                  | FRA                                  | HOC                                  | HOC                                  | HUN                                  | HUN                                  | TUR                                  | TUR                                  | ITA                                  | ITA                                  | 12     | 14      |
| 2006 | Trident Racing                                                            | NU                                   | 13                                   | NU                                   | 8                                    | 14                                   | NU                                   | NU                                   | 11                                   | 5                                    | NU                                   | NU                                   | NU                                   | 18                                   | NU                                   | 14                                   | 14                                   | 9                                    | 7                                    | 1                                    | NU                                   | NU                                   | 12     | 14      |
| 2007 | iSport International                                                      | BHR                                  | BHR                                  | ESP                                  | ESP                                  | MON                                  | FRA                                  | FRA                                  | GBR                                  | GBR                                  | DEU                                  | DEU                                  | HUN                                  | HUN                                  | TUR                                  | TUR                                  | ITA                                  | ITA                                  | BEL                                  | BEL                                  | VAL                                  | VAL                                  | 30     | 9       |
| 2007 | iSport International                                                      | 3                                    | NU                                   | NW                                   | 9                                    | NU                                   | NU                                   | 15                                   | 1                                    | 6                                    | NU                                   | 21                                   | 3                                    | 6                                    | NU                                   | 14                                   | NU                                   | 5                                    | 18                                   | 12                                   | 12                                   | 12                                   | 30     | 9       |
| 2008 | Piquet Sports                                                             | ESP                                  | ESP                                  | TUR                                  | TUR                                  | MON                                  | MON                                  | FRA                                  | FRA                                  | GBR                                  | GBR                                  | DEU                                  | DEU                                  | HUN                                  | HUN                                  | VAL                                  | VAL                                  | BEL                                  | BEL                                  | ITA                                  | ITA                                  |                                      | 32     | 9       |
| 2008 | Piquet Sports                                                             | 3                                    | NU                                   | 3                                    | NU                                   | 11                                   | 17                                   | 5                                    | 8                                    | 7                                    | 11                                   | 11                                   | 2                                    | 2                                    | 7                                    | NU                                   | NU                                   | DK                                   | NU                                   | NU                                   | 10                                   |                                      | 32     | 9       |
| 2009 | Fisichella Motor Sport International PartyPokerRacing.com Scuderia Coloni | ESP                                  | ESP                                  | MON                                  | MON                                  | TUR                                  | TUR                                  | GBR                                  | GBR                                  | DEU                                  | DEU                                  | HUN                                  | HUN                                  | VAL                                  | VAL                                  | BEL                                  | BEL                                  | ITA                                  | ITA                                  | POR                                  | POR                                  |                                      | 21     | 13      |
| 2009 | Fisichella Motor Sport International PartyPokerRacing.com Scuderia Coloni | NU                                   | NU                                   | 3                                    | 5                                    | 9                                    | 19                                   | 8                                    | 2                                    | 3                                    | NU                                   | NU                                   | 17                                   | 16                                   | NU                                   | -                                    | -                                    | 12                                   | NU                                   | 8                                    | 12                                   |                                      | 21     | 13      |

## Wyniki w Azjatyckiej Serii GP2
| Legenda oznaczeń w tabelach wyników Wyświetl szablon na nowej stronie | Legenda oznaczeń w tabelach wyników Wyświetl szablon na nowej stronie                                                                     |
| Oznaczenie                                                            | Wyjaśnienie |
| --------------------------------------------------------------------- | --- |
| Złoty                                                                 | Zwycięzca lub mistrzostwo |
| Srebrny                                                               | 2. miejsce lub wicemistrzostwo |
| Brązowy                                                               | 3. miejsce lub II wicemistrzostwo |
| Zielony                                                               | Ukończył, punktował (w klasyfikacji generalnej, gdy zdobył co najmniej jeden punkt na przestrzeni sezonu, poza trzema powyższymi opcjami) |
| Niebieski                                                             | Ukończył, nie punktował (w klasyfikacji generalnej, gdy nie zdobył co najmniej jednego punktu na przestrzeni sezonu)                      |
| Czerwony                                                              | Nie zakwalifikował się (NZ) |
| Czerwony                                                              | Nie prekwalifikował się (NPK) |
| Różowy                                                                | Nie ukończył (NU) |
| Różowy                                                                | Niesklasyfikowany (NS) (w klasyfikacji generalnej, gdy nie został sklasyfikowany w żadnym wyścigu sezonu)                                 |
| Czarny                                                                | Zdyskwalifikowany (DK) |
| Czarny                                                                | Wykluczony (WYK/EX) |
| Biały                                                                 | Nie wystartował (NW) |
| Biały                                                                 | Kontuzjowany (K/INJ) |
| Biały                                                                 | Wyścig odwołany (OD/C) |
| Bez koloru                                                            | Został wycofany (WYC/WD) |
| Bez koloru                                                            | Nie przybył (NP/DNA) |
| Bez koloru                                                            | Nie brał udziału w treningach (NT/DNP) |
| Bez koloru                                                            | Nie został zgłoszony (–) |
| Pogrubienie                                                           | Start z pole position |
| Kursywa                                                               | Najszybsze okrążenie wyścigu |
| †                                                                     | Nie ukończył, ale jego rezultat został zaliczony ze względu na przejechanie więcej niż 90% dystansu wyścigu.                              |
| *                                                                     | Sezon w trakcie |
| 1/2/3                                                                 | Punktowana pozycja w sprincie kwalifikacyjnym                                                                                             |
| Lista systemów punktacji Formuły 1                                    | |

| Rok       | Zespół            | Wyniki w poszczególnych eliminacjach | Wyniki w poszczególnych eliminacjach | Wyniki w poszczególnych eliminacjach | Wyniki w poszczególnych eliminacjach | Wyniki w poszczególnych eliminacjach | Wyniki w poszczególnych eliminacjach | Wyniki w poszczególnych eliminacjach | Wyniki w poszczególnych eliminacjach | Wyniki w poszczególnych eliminacjach | Wyniki w poszczególnych eliminacjach | Wyniki w poszczególnych eliminacjach | Punkty | Pozycja |
| --------- | ----------------- | ------------------------------------ | ------------------------------------ | ------------------------------------ | ------------------------------------ | ------------------------------------ | ------------------------------------ | ------------------------------------ | ------------------------------------ | ------------------------------------ | ------------------------------------ | ------------------------------------ | ------ | ------- |
| 2008/2009 | FMS International | CHN                                  | CHN                                  | ARE                                  | BHR                                  | BHR                                  | QAT                                  | QAT                                  | MAL                                  | MAL                                  | BHR                                  | BHR                                  | -      | NS      |
| 2008/2009 | FMS International | NU                                   | NU                                   | NU                                   | -                                    | -                                    | -                                    | -                                    | -                                    | -                                    | -                                    | -                                    | -      | NS      |

## Wyniki w Formule Renault 3.5
| Legenda oznaczeń w tabelach wyników Wyświetl szablon na nowej stronie | Legenda oznaczeń w tabelach wyników Wyświetl szablon na nowej stronie                                                                     |
| Oznaczenie                                                            | Wyjaśnienie |
| --------------------------------------------------------------------- | --- |
| Złoty                                                                 | Zwycięzca lub mistrzostwo |
| Srebrny                                                               | 2. miejsce lub wicemistrzostwo |
| Brązowy                                                               | 3. miejsce lub II wicemistrzostwo |
| Zielony                                                               | Ukończył, punktował (w klasyfikacji generalnej, gdy zdobył co najmniej jeden punkt na przestrzeni sezonu, poza trzema powyższymi opcjami) |
| Niebieski                                                             | Ukończył, nie punktował (w klasyfikacji generalnej, gdy nie zdobył co najmniej jednego punktu na przestrzeni sezonu)                      |
| Czerwony                                                              | Nie zakwalifikował się (NZ) |
| Czerwony                                                              | Nie prekwalifikował się (NPK) |
| Różowy                                                                | Nie ukończył (NU) |
| Różowy                                                                | Niesklasyfikowany (NS) (w klasyfikacji generalnej, gdy nie został sklasyfikowany w żadnym wyścigu sezonu)                                 |
| Czarny                                                                | Zdyskwalifikowany (DK) |
| Czarny                                                                | Wykluczony (WYK/EX) |
| Biały                                                                 | Nie wystartował (NW) |
| Biały                                                                 | Kontuzjowany (K/INJ) |
| Biały                                                                 | Wyścig odwołany (OD/C) |
| Bez koloru                                                            | Został wycofany (WYC/WD) |
| Bez koloru                                                            | Nie przybył (NP/DNA) |
| Bez koloru                                                            | Nie brał udziału w treningach (NT/DNP) |
| Bez koloru                                                            | Nie został zgłoszony (–) |
| Pogrubienie                                                           | Start z pole position |
| Kursywa                                                               | Najszybsze okrążenie wyścigu |
| †                                                                     | Nie ukończył, ale jego rezultat został zaliczony ze względu na przejechanie więcej niż 90% dystansu wyścigu.                              |
| *                                                                     | Sezon w trakcie |
| 1/2/3                                                                 | Punktowana pozycja w sprincie kwalifikacyjnym                                                                                             |
| Lista systemów punktacji Formuły 1                                    | |

| Rok  | Zespół            | Wyniki w poszczególnych eliminacjach | Wyniki w poszczególnych eliminacjach | Wyniki w poszczególnych eliminacjach | Wyniki w poszczególnych eliminacjach | Wyniki w poszczególnych eliminacjach | Wyniki w poszczególnych eliminacjach | Wyniki w poszczególnych eliminacjach | Wyniki w poszczególnych eliminacjach | Wyniki w poszczególnych eliminacjach | Wyniki w poszczególnych eliminacjach | Wyniki w poszczególnych eliminacjach | Wyniki w poszczególnych eliminacjach | Wyniki w poszczególnych eliminacjach | Wyniki w poszczególnych eliminacjach | Wyniki w poszczególnych eliminacjach | Wyniki w poszczególnych eliminacjach | Wyniki w poszczególnych eliminacjach | Punkty | Pozycja |
| ---- | ----------------- | ------------------------------------ | ------------------------------------ | ------------------------------------ | ------------------------------------ | ------------------------------------ | ------------------------------------ | ------------------------------------ | ------------------------------------ | ------------------------------------ | ------------------------------------ | ------------------------------------ | ------------------------------------ | ------------------------------------ | ------------------------------------ | ------------------------------------ | ------------------------------------ | ------------------------------------ | ------ | ------- |
| 2005 | Carlin Motorsport | BEL                                  | BEL                                  | MON                                  | VAL                                  | VAL                                  | FRA                                  | FRA                                  | BIL                                  | BIL                                  | DEU                                  | DEU                                  | GBR                                  | GBR                                  | PRT                                  | PRT                                  | ITA                                  | ITA                                  | 73     | 6       |
| 2005 | Carlin Motorsport | 2                                    | 2                                    | NW                                   | NU                                   | 10                                   | 7                                    | 8                                    | 22                                   | 16                                   | 3                                    | 10                                   | 19                                   | NU                                   | 1                                    | 7                                    | NU                                   | 5                                    | 73     | 6       |